# 仁興駅
仁興駅（イヌンえき）は、朝鮮民主主義人民共和国咸鏡南道金野郡に位置する朝鮮民主主義人民共和国鉄道省平羅線の駅である。

## 歴史
- 1919年12月15日：馬場駅として開業[1]。
- 日時不明：仁興駅に改称。

## 隣の駅
平羅線
金野駅 - 仁興駅 - 范浦駅